# سیریرز
سیریرز (به لاتین: Siewierz) یک شهرک و گمینا در لهستان است که در گمینا شویژ واقع شده‌است. سیریرز ۳۸٫۲۲ کیلومتر مربع مساحت و ۵٬۵۲۸ نفر جمعیت دارد.

## خواهرخوانده
شهر ادلنی خواهرخواندهٔ سیریرز هست.